# 2007 год в авиации
Список событий в авиации в 2007 году.

## События
- 19 марта — первый полёт аргентинского лёгкого учебно-боевого вертолёта Cicaré CH-14 Aguilucho.
- 31 марта — состоялась церемония снятия с вооружения МиГ-23МФ ВВС Индии[1].
- 15 июня — первый полёт Airbus A330 MRTT самолёта дозаправщика разработанного фирмой Airbus Military на базе пассажирского самолёта Airbus A330-200.
- 12 июля — совершён Багдадский авиаудар, инцидент в иракской столице, когда в результате обстрела иракцев двумя вертолётами армии США погибли не менее 18 человек, многие из которых не имели отношения к повстанческим группировкам.
- 28 сентября — первый полёт Kawasaki P-1 патрульного самолёта разработанного фирмой Kawasaki для сил самообороны Японии.[2]
- 7 ноября — первый полёт лёгкого коммерческого многоцелевого пятиместного вертолёта Robinson R66.

### Без точной даты
- Первый полёт административного самолёта Elite.[3]

## Персоны

### Скончались
- 13 января — Бугаев, Борис Павлович, советский лётчик, военный и государственный деятель, главный маршал авиации (28 октября 1977), дважды Герой Социалистического Труда (1966, 1983).